# Viewtiful Joe: Red Hot Rumble
Viewtiful Joe: Red Hot Rumble é um jogo eletrônico lançado para Nintendo GameCube e PlayStation Portable. Ele é um jogo baseado levemente em missões de beat 'em up, de alguma maneira semelhante ao estilo de Super Smash Bros. Melee e Power Stone, apesar de ele usar uma engine modificada de jogos anteriores da série, trazendo os persoangens e poderes dos jogos e anime de Viewtiful Joe.

## História
Neste jogo, baseado na série de anime, Captain Blue está trabalhando em seu último filme e, com o objetivo de determinar que irá conseguir o papel principal, ele dirige um torneio de batalha entre aqueles que estão na audição. Mas ao longo do progresso do jogador pelos filmes, é aparentado que algumas coisas estranhas estão de "pernas pro ar", como equipamentos aparecendo e algumas coisas estarem um pouco perigoso.